# Conopophila
Conopophila é um género de ave da família Meliphagidae.
Este género contém as seguintes espécies:
- Conopophila albogularis
- Conopophila rufogularis
- Conopophila whitei